# Pavillon de la batellerie et de l'aviation

Pavillon de la batellerie et de l'aviation luxembourgeois, tel que publié en annexe de la loi du 23 juin 1972 sur les emblèmes nationaux.

Le pavillon de la batellerie et de l'aviation luxembourgeois est le symbole porté par les navires de navigation tant intérieure que maritime ainsi que par les aéronefs luxembourgeois aux fins de marquage de leur appartenance d'État.

## Histoire

Petites armoiries de l'État du Grand-Duché de Luxembourg, dont le pavillon de la batellerie et de l'aviation fut déduit.

L'histoire du pavillon de la batellerie et de l'aviation luxembourgeois débuta avec la mise en place, dans les années 1960, de la navigation intérieure sur la Moselle.
Faute de disposition légale afférente, et puisque les tricolores luxembourgeoise et néerlandaise aux couleurs presque similaires se semblaient de manière trop forte, pouvant par conséquent prêter à confusion, les bateliers d'alors se décidèrent de faire recours à un pavillon déduit des petites armoiries de l'État et non de la tricolore luxembourgeoise.
Cette situation de fait fut de suite, moyennant la loi sur les emblèmes nationaux du 23 juin 1972, consacrée en droit et élevé en norme juridique.

## Droit

### Définition
La définition de la composition du pavillon de la batellerie et de l'aviation luxembourgeois fait l'objet de l'article 4 de la loi du 23 juin 1972 sur les emblèmes nationaux, texte qui, à l'exclusion du modèle reproduit en annexe de cette même loi, seul fait foi.

« Art. 4.
Le pavillon de la batellerie et de l’aviation se compose d’une laize de tissus aux proportions de 7 à 5 comportant un burelé d’argent et d’azur de dix pièces au lion rampant de gueules, orienté vers la hampe, couronné, armé et lampassé d’or, la queue fourchue et passée en sautoir. La description du revers correspond à celle de l’avers. »

### Disposition pénale
L'usage non autorisé du pavillon de la batellerie et de l'aviation ainsi que des autres emblèmes et symboles de l'État du Grand-Duché de Luxembourg fait l'objet de l'article 232bis du Code pénal.

« Art. 232bis.
(L. 23 juin 1972) Seront punis d'un emprisonnement de huit jours à trois mois et d'une amende de 251 euros à 5.000 euros, ou d'une de ces peines seulement, ceux qui auront fait usage à des fins non autorisées des armoiries de la Maison grand-ducale, de celles de l'Etat et des communes, du drapeau national, du pavillon de la batellerie et de l'aviation, ainsi que de tous écussons, emblèmes et symboles utilisés par les autorités et par les établissements publics.
Il y a usage non autorisé des armoiries et symboles visés notamment lorsqu'il est fait:
a)	à des fins frauduleuses,

b)	à des fins commerciales, industrielles, professionnelles ou publicitaires, sauf dans les cas prévus par les lois et règlements, ou autorisés par le Gouvernement. »

## Création
En 1990, le Grand-Duché de Luxembourg décide de créer son pavillon maritime suivant l'article 90 de la convention des Nations unies sur le droit de la mer de 1982 à Montego Bay: 

« tout État, qu'il soit côtier ou sans littoral, a le droit de faire naviguer en haute mer des navires battant son pavillon. »

Dans ces années, il y avait une petite crise dans le monde maritime européen à cause d'une concurrence devenant toujours plus rude et le taux de fret se réduisant à vue d'œil. Ainsi de plus en plus d'armateurs décident de s'immatriculer sous des pavillons de complaisance, mais certains voulaient cependant garder leur image de marque quitte à devoir subir des coûts d'exploitation plus élevés.
Vu que le pavillon luxembourgeois se veut en faveur d'une économie moderne sans beaucoup de contraintes mais que l'état fait attention à la sécurité, contrôle ses navires et propose des registres d'immatriculation sérieux, beaucoup d'armateurs ont décidé de venir au Luxembourg et ont permis de mettre fin à la fuite des flottes européennes vers des flottes exotiques.
La France et surtout la Belgique ont beaucoup aidé le Luxembourg à créer son pavillon. La délocalisation de la flotte belge vers le Luxembourg a permis un démarrage brusque de registre public maritime luxembourgeois.

## Évolution
En 1994, la loi de 1990 a été complétée et modifiée afin de se libérer de l'influence de la Belgique. Le texte voté permet de libéraliser le régime d'immatriculation et de modifier le droit d'établissement et de fiscalité. Cependant en 1996 les temps sont durs pour le pavillon luxembourgeois car l'International Transport Workers’ Federation (ITF) décide de nommer le registre luxembourgeois de pavillon de complaisance. Ainsi beaucoup de bateaux sous pavillon luxembourgeois ont été interdits d'entrer dans les ports australiens et scandinaves. De plus le « Mémorandum d'entente de Paris sur le contrôle des navires par l'État du Port » (dit « Memorandum de Paris » a mis le pavillon sur sa liste grise à cause du fait que beaucoup de ports refusaient l'entrée de ces navires.)
Le Luxembourg ne voulant pas abandonner son pavillon décide donc de demander un rapport du secteur du point de vue juridique, fiscal et administratif à des professionnels de Pricewaterhouse Coopers. En 2001 le gouvernement décide donc après lecture des conclusions de ce rapport d'effectuer une réforme importante à propos du secteur maritime afin que le nom « pavillon de complaisance » ne soit plus mis en relation avec le pavillon luxembourgeois par l'ITF et qu'il existe des contrôles obligatoires des navires sous pavillon luxembourgeois. La réforme vise aussi la structure du Commissariat aux Affaires Maritimes du point de vue juridique ainsi que l'amélioration de la réglementation luxembourgeoise.
Le Luxembourg décide donc de considérer le milieu maritime au même titre que n'importe quelle activité économique du pays en donnant la compétence du dossier maritime au Ministère de l'Économie et du Commerce Extérieur et non plus au Ministère des Transports. Même si beaucoup de navires belges ont déserté le pavillon luxembourgeois à cause d'une réforme de la législation belge, cette nouvelle politique et la levée de l'appellation « pavillon de complaisance » incitent toujours et inciteront encore plus d'armateurs à venir immatriculer leur navire sous les couleurs luxembourgeoises.

## Ech sin dofir

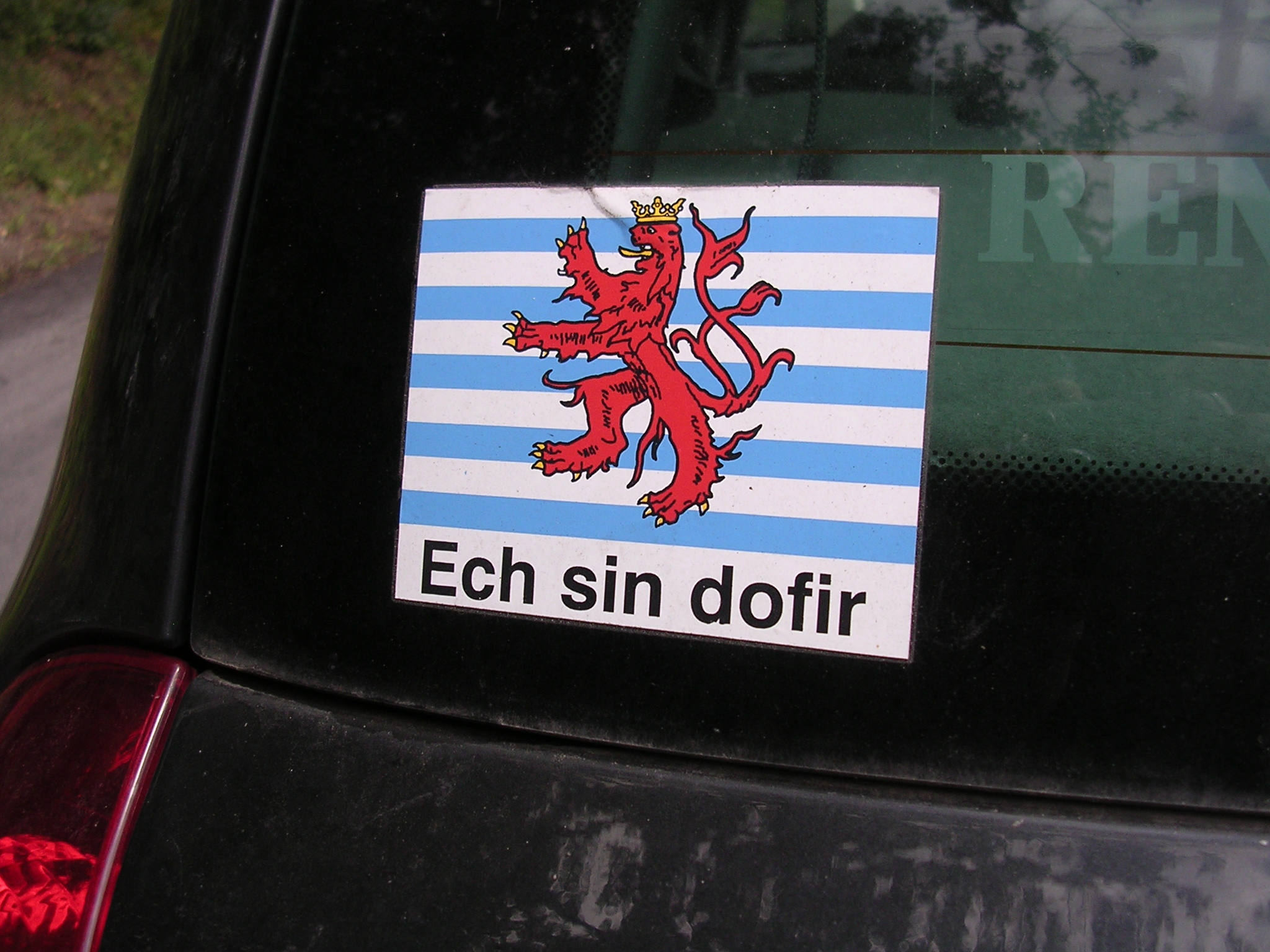
Le mouvement « Ech sin dofir » (« je suis pour », en luxembourgeois) eut lieu en 2006 lorsqu'un député proposa de remplacer le drapeau luxembourgeois par le pavillon de la batellerie et de l'aviation.

Le 5 octobre 2006 le député luxembourgeois Michel Wolter présente un projet de loi pour remplacer le drapeau rouge, blanc et bleu par le pavillon de la batellerie et de l'aviation qui reprend les armoiries du Limbourg et du Luxembourg.
Un véritable engouement se fit entendre dans le pays sous la maxime « Ech sin dofir » (je suis pour », en luxembourgeois), sur fond d'identité nationale.
À la suite de son intervention parlementaire et du débat public qui s'ensuivit, le Conseil du Gouvernement a déclaré le 6 juillet 2007 que le Lion Rouge (« Roude Léiw ») pouvait être utilisé comme drapeau civil sur le sol luxembourgeois, aux mêmes dimensions que le tricolore, afin de le distinguer du pavillon maritime. Cependant, le drapeau national n’est pas remplacé.